# Salomon Frifelt
Salomon Jensen Frifelt (13. februar 1889 på gården Frifelt ved Ølgod – 3. april 1973 sammesteds) var en dansk landmand og forfatter, far til arkæologen Karen Frifelt.
Han har blandt andet skrevet novellesamlingen Lyng (1918) og Mellem to Taarne (1926). Værkerne er ofte lokalhistoriske og afspejler det samfund, han voksede op i. Han skrev f.eks. bogen "Vestjylland og Varde Bank i 75 aar" udgivet af Varde Bank i 1947.
I 1940 kom han på finansloven.
Salomon Frifelt ligger begravet på Bejsnap Kirkegård, og der er rejst en mindesten for ham ved højen Hejbøl Knap i Hejbøl Plantage. Har forfattet teksten på mindestenen samme sted over overlærer Holger Øllgaard (1888-1969).

## Eksterne kilder og henvisninger
- Salomon Frifelt på litteraturpriser.dk
- Om Hejbøl Knap